# Largitzen
Largitzen (Larga in der Antike) ist eine französische Gemeinde mit 333 Einwohnern (Stand 1. Januar 2022) im Département Haut-Rhin in der Europäischen Gebietskörperschaft Elsass und in der Region Grand Est.

## Geografie
Im Norden und im Osten hat die Gemeinde einen Anteil an einem fast 50 km² großen Waldgebiet, in dem sich zahlreiche kleine Seen befinden. Der Largitzenbach, ein Nebenfluss der Largue, trennt den Kernort Largitzen vom Ortsteil Luffendorf. Nachbargemeinden von Largitzen sind: Hindlingen und Hirtzbach im Norden, Hirsingue und Heimersdorf im Osten, Bisel, Seppois-le-Bas und Seppois-le-Haut im Süden sowie Ueberstrass und Friesen im Westen.

## Bevölkerungsentwicklung
| Jahr      | 1962 | 1968 | 1975 | 1982 | 1990 | 1999 | 2007 | 2019 |
| --------- | ---- | ---- | ---- | ---- | ---- | ---- | ---- | ---- |
| Einwohner | 224  | 237  | 243  | 263  | 264  | 276  | 288  | 324  |

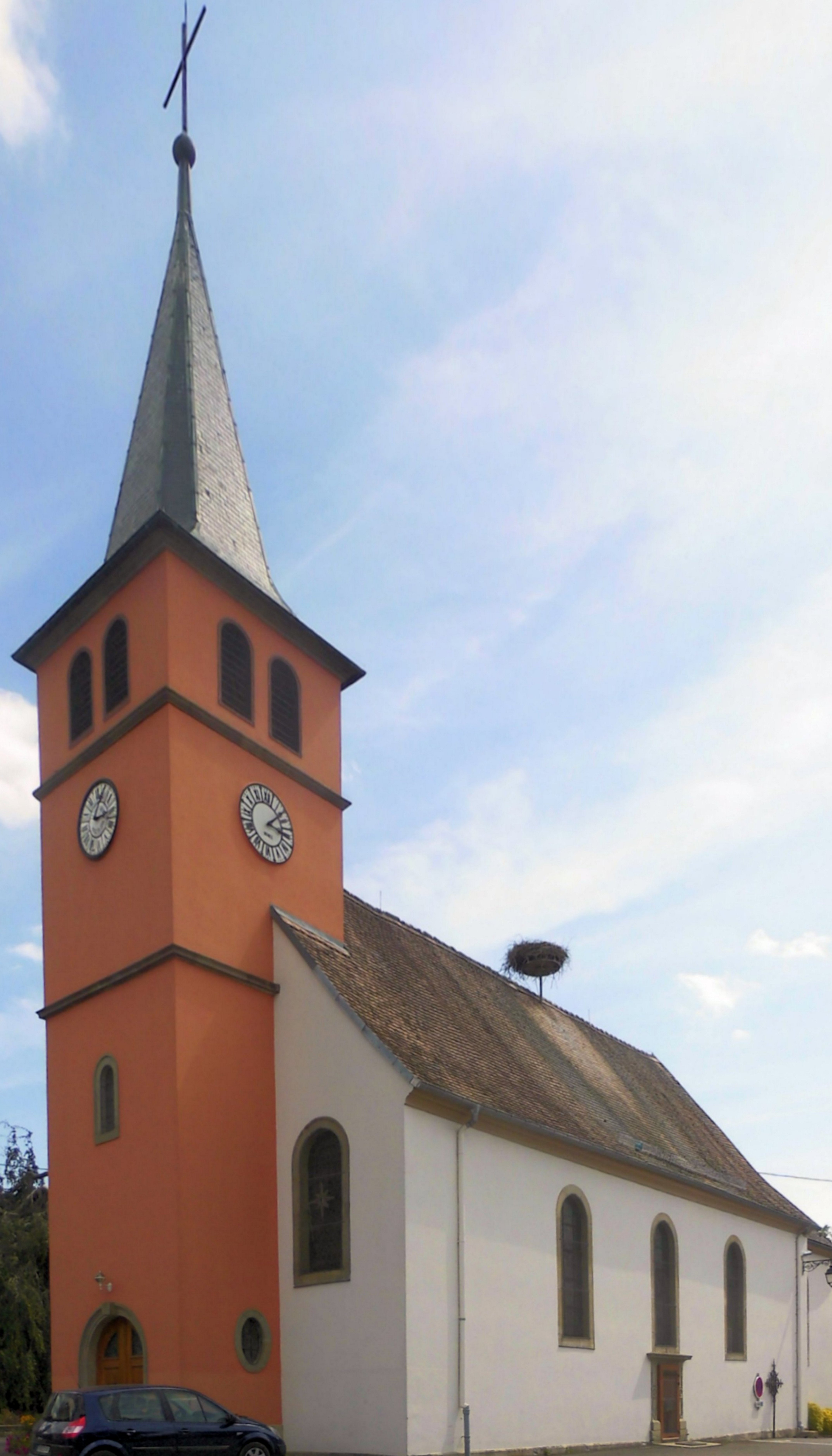
Kirche St. Georg
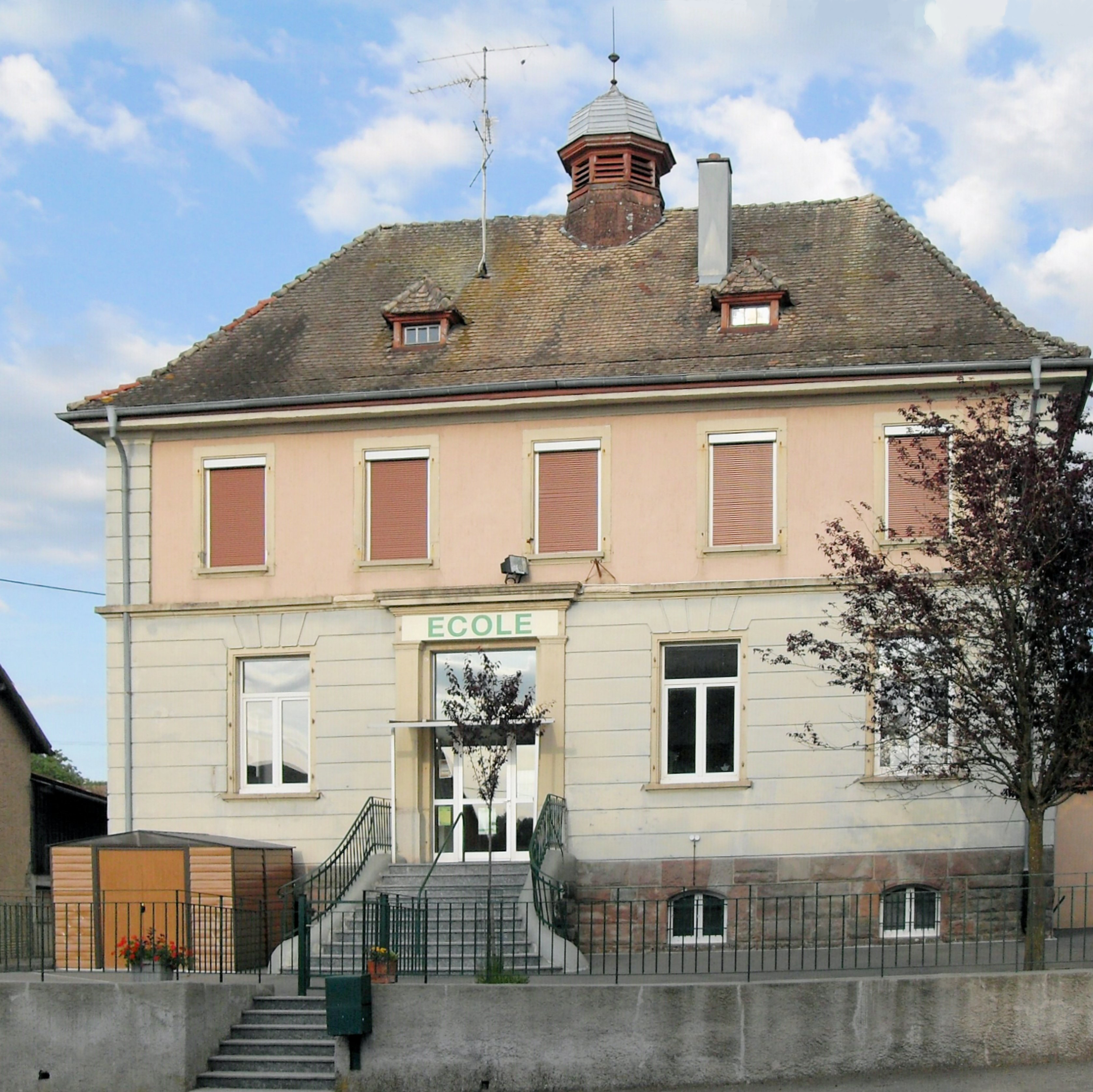
Grundschule
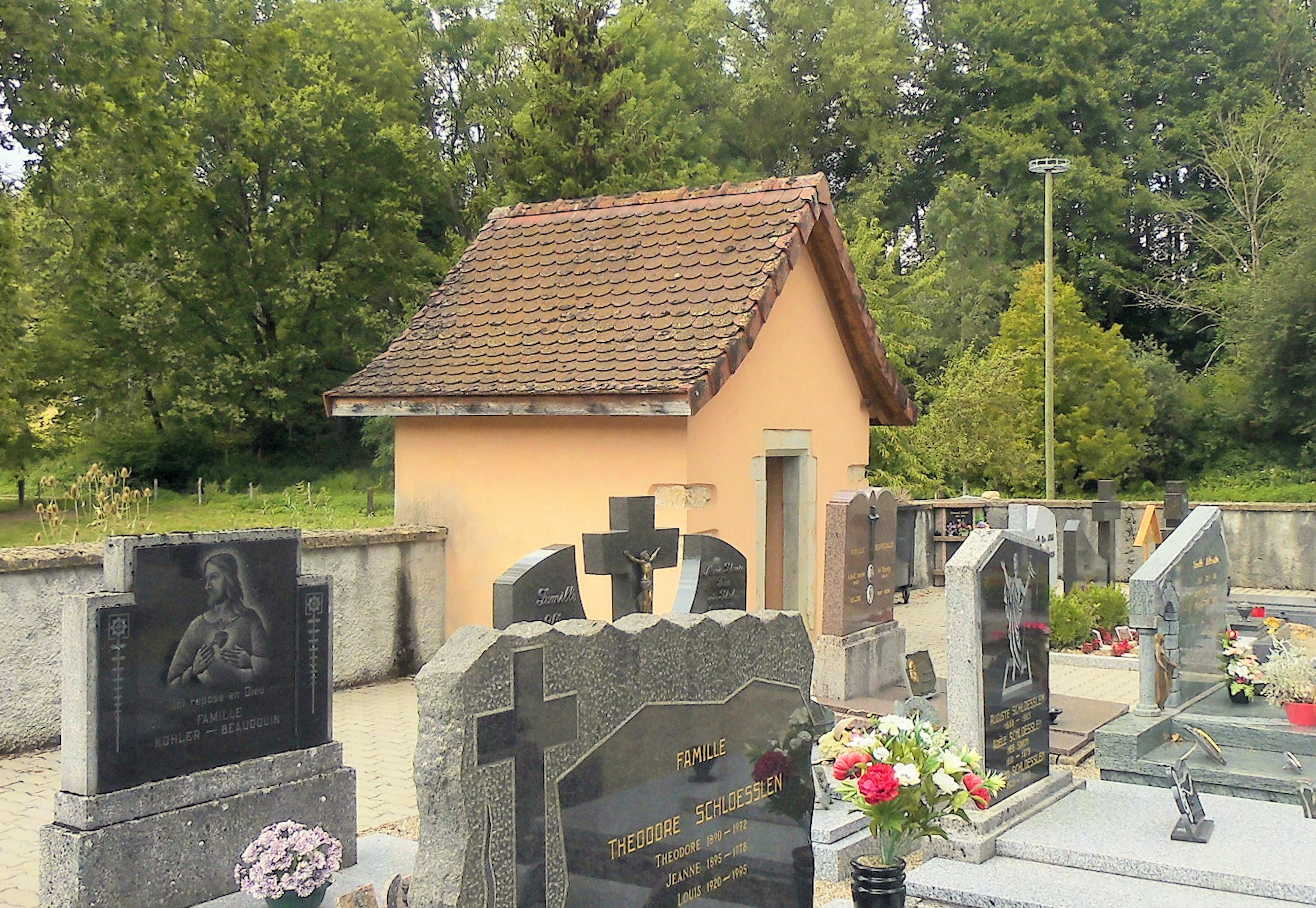
Friedhofskapelle (ehemaliger Chor der früheren Kirche St. Georg)

## Geschichte
Zur Römerzeit befand sich hier das durch Ausgrabungen bestätigte Castrum Larga. Der Name nimmt Bezug auf den schon von den Kelten benannten Fluss Larg, bzw. den Largitzenbach. Überliefert ist der Ortsname Largetium. Die im 4. Jahrhundert befestigte Ort befand sich an der Straße von Epomanduodurum (Mandeure) nach Cambete (Kembs) und nahe einer weiteren nach Brisiacum (Breisach) führenden Straße. Funde weisen auf eine Pferdewechselstation hin. Außerdem wurden u. a. Fundamente einer römischen Villa und eines Bades gefunden. Der Ortsname erscheint 1284 als Larguice und 1303 als Largitz. Der Weiler Luffendorf wird urkundlich 1332 erstmals erwähnt. Früher unterschied man zwischen Oberlargitzen, Pfarrei Seppois-le Bas, und  Niederlargitzen, Pfarrei Friesen.
Bis 1324 gehörte der Ort zur Grafschaft Pfirt, dann zu den vorderösterreichischen Besitzungen der Habsburger  und kam im Westfälischen Frieden an die französische Krone. Von 1871 bis 1918 gehörte Largitzen zum Reichland Elsass-Lothringen. Im September 1914 besetzten französisch Truppen das Dorf, während sich die Deutschen in Bisel festgesetzt hatten. Im Januar 1916 wurden die Dorfbewohner nach Lepuix-Giromagny evakuiert. Am 8. Februar wurde das Dorf stark zerstört.

## Sehenswertes
Die Sankt-Georgskirche wurde 1788 erbaut und 1916 schwer beschädigt, Wiederaufbau 1919. Im Schiff eine spätgotische, Sankt Alban darstellende Skulptur und ein Altargemälde von Martin Feuerstein. In der Friedhofskapelle, dem ehemaligen Chor der alten Kirche, ein spätgotischer Sakramentsschrein von 1464. 
Schulhaus: Ein Walmdachbau mit hohem Kellergeschoss in Sandsteinrustika, das Erdgeschoss Bandrustika, beim Obergeschoss nur die Ecklisenen rustiziert.
Trotz der Kriegszerstörungen noch einige gut erhaltene Fachwerkhäuser. Das Haus Nr. 8 an der Rue de Seppois noch in der altertümlichen Ständerbauweise mit traufwandhohen Wandständern und einer Langstrebe (18. Jahrhundert oder älter). Ursprünglich mit angeschlossener Stallscheune. 
Kriegerdenkmal bei der Kirche mit beachtenswerter Skulptur: St. Georg zu Pferd tötet den Drachen.